# Coroatá
Coroatá – miasto i gmina w Brazylii leżące w stanie Maranhão. Gmina zajmuje powierzchnię 2263,779 km². Według danych szacunkowych w 2016 roku miasto liczyło 64 123 mieszkańców. Położone jest około 200 km na południe od stolicy stanu, miasta São Luís, oraz około 1600 km na północ od Brasílii, stolicy kraju. 
W 2014 roku wśród mieszkańców gminy PKB per capita wynosił 5523,58 reais brazylijskich.